# Andrew Bergman
Andrew Bergman (New York, 20 febbraio 1945) è uno sceneggiatore, regista e romanziere statunitense.

## Biografia
Laureato alla Binghamton University, ha fatto il suo ingresso nel mondo del cinema scrivendo il soggetto per la parodia western Mezzogiorno e mezzo di fuoco (1974) di Mel Brooks. Nel 1981 ha esordito alla regia con il film Jeans dagli occhi rosa.
Nel 2007 ha ricevuto lo Ian McLellan Hunter Award, il premio alla carriera della Writers Guild of America.

## Filmografia

### Sceneggiatura
- Mezzogiorno e mezzo di fuoco (Blazing Saddles) (1974)
- Una strana coppia di suoceri (The In-Laws) (1979)
- Jeans dagli occhi rosa (So Fine) (1981)
- Oh, God! You Devil (1984)
- Fletch - Un colpo da prima pagina (Fletch) (1985)
- Il grande imbroglio (Big Trouble) (1986)
- Il boss e la matricola (The Freshman) (1990)
- Bolle di sapone (Soapdish) (1991)
- Mi gioco la moglie... a Las Vegas (Honeymoon in Vegas) (1992)
- The Scout (The Scout) (1994)
- Striptease (Striptease) (1996)
- Matrimonio impossibile (The In-Laws) (2003)

### Regia
- Jeans dagli occhi rosa (So Fine) (1981)
- Il boss e la matricola (The Freshman) (1990)
- Mi gioco la moglie... a Las Vegas (Honeymoon in Vegas) (1992)
- Può succedere anche a te ( It Could Happen to You) (1994)
- Striptease (Striptease) (1996)
- Isn't She Great (2000)

### Produttore
- Zanna Bianca - Un piccolo grande lupo (White Fang), regia di Randal Kleiser (1991)